# Tereszki (gmina)
Tereszki – dawna gmina wiejska istniejąca do 1939 roku w woj. białostockim (obecnie na Białorusi). Siedzibą gminy były Werejki, nazwa pochodziła od wsi Tereszki.
W okresie międzywojennym gmina Tereszki należała do powiatu wołkowyskiego w woj. białostockim.
30 grudnia 1922 roku część obszaru gminy Tereszki włączono do gminy Roś:
- gromada Dychnowicze (wieś Dychnowicze, wieś i gajówka Ignatowce),
- gromada Olchowo (wieś Olchowo)[3].

16 października 1933 gminę Tereszki podzielono na 28 gromad: Bojdaty, Duchowlany, Dulowce, Dziewiątkowce, Jeżowce, Kuropaty, Kuwieki, Kuźmicze, Leoniewicze, Lwówka, Maćkowce, Małafiowce, Milkowce, Myśluki, Nowosady, Nowosiółki, Ogrodniki, Połoszki, Pożarki, Słowiki, Sznipowo, Tereszki, Werejki, Załuczany, Zancewicze, Zubowszczyzna, Żarna i Żeniowce.
Po wojnie obszar gminy Tereszki wszedł w struktury administracyjne Związku Radzieckiego.